# Daniel Soubeyran
Ovide Daniel Louis Henri Soubeyran (11. august 1875 - 8. februar 1959) var en fransk roer som deltog i OL 1900 i Paris.
Soubeyran vandt en sølvmedalje i roning under OL 1900 i Paris. Han kom på en andenplads i firer med styrmand i båden Club Nautique de Lyon. De andre på holdet var Charles Perrin, Georges Lumpp, Émile Wegelin og en ukendt styrmand.
Der blev gennemført to finaler med firer med styrmand og begge er af IOC erklæret som olympiske finaler, hvor udøverne i begge finalerne er opført som medaljevindere. I den første finalen blev medaljene fordelt sådan, Frankrig – guld og sølv, Tyskland fik bronze. I den anden finalen; Tyskland - guld og bronze, Holland fik sølv.